# Atymna
Atymna  (лат.) — род равнокрылых насекомых из семейства горбаток (Smiliinae, Membracidae).
Неотропика и Неарктика. Развиваются на растениях семейств Fagaceae (Castanea, Quercus), Juglandaceae: Carya и Vitaceae (Vitis). Передние крылья с разделёнными у основания жилками R, M и Cu. Голени задней пары ног с 3 продольными рядами капюшоновидных сет (cucullate setae). 
.

## Систематика
10 видов. Род включён в трибу Smiliini.
- Atymna atromarginata
- Atymna castaneae
- Atymna distincta
- Atymna gigantea
- Atymna helena
- Atymna inornata
- Atymna pilosa
- Atymna querci
- Atymna reticulata
- Atymna simplex